# 임백준
임백준은 대한민국 출신의 프로그래머이다. 삼성SDS에 입사해서 2년 반 동안 근무한 이후 미국으로 이주했다. 루슨트 테크놀로지스, GFI Group, 도이치 은행, 바클리스, 모건스탠리를 거치면서 월스트리트에서 소프트웨어 개발경험을 쌓았다. 2008년에 전세계적으로 금융위기를 몰고온 주범의 하나로 꼽히는 신용디폴트스왑(CDS) 실시간 거래 시스템을 개발한데 대한 양심적 가책을 토로한 바가 있다. 이후 애드테크(adtech) 관련 스타트업에서 CTO 역할을 수행하며 해당 회사의 광고플랫폼(ad-serving platform), 빅데이터 처리 파이프라인, 머신러닝을 이용한 데이터 분석 체계 등을 수립했다. 미국에서 살면서 국내 개발자들을 위해 다수의 서적과 칼럼을 썼다. 2014년 마이크로소프트 테크데이즈 행사의 키노트발언과 책을 통해서 개발자는 다양한 언어를 사용할 수 있어야 한다는 '폴리글랏프로그래밍'을 주장하기도 했다. 꾸준한 컬럼활동, 서적출판, '나는 프로그래머다' 등의 방송활동으로 IT업계에서 인지도가 높다. 
2017년 9월 삼성전자의 삼성리서치에 있는 조직인 데이타 인텔리전스랩의 상무로 입사하였다.

## 경력
- 삼성전자 상무
- 모건스탠리 시니어 아키텍트
- 미국 루슨트 테크놀로지스
- 삼성SDS
- 한빛N 대표

## 저서[4]
- 대한민국을 살리는 개발자 문화 (대살개문)
- 임백준의 소프트웨어 산책
- 누워서 읽는 알고리즘
- 나는 프로그래머다
- 행복한 프로그래밍
- 뉴욕의 프로그래머
- 폴리글랏 프로그래밍
- 프로그래밍은 상상이다

## 번역서
- 시크릿 코더
- 7가지 동시성 모델
- 해커와 화가
- 읽기 좋은 코드가 좋은 코드다
- 자바 개발자를 위한 함수형 프로그래밍
- Head First Statistics